# Fabrício Camões
Fabrício Camões (Rio de Janeiro, 23 de dezembro de 1978) é um lutador brasileiro de artes marciais mistas, atualmente compete no peso-leve. Morango (como é chamado) é especialista em jiu-jitsu e tem lutas importantes contra Gleison Tibau, Luiz Dutra Jr. e Anderson Silva.

## Carreira no MMA
Morango começou por campeonatos nacionais e após boas lutas no Super Challenge e no Strikeforce foi contratado pelo UFC.

### Ultimate Fighting Championship
Camões iniciou sua trajetória pelo UFC contra o japonês Caol Uno em 21 de Novembro de 2009 no UFC 106. A luta terminou com um empate majoritário. Fabrício perdeu um ponto por um chute ilegal na cabeça de Uno.
Morango enfrentou o estadunidense Kurt Pellegrino em 27 de Março de 2010 no UFC 111. Camões perdeu por finalização no segundo round. Após a luta Camões foi dispensado da organização.
Dois anos após, Camões foi reintegrado ao cartel de lutador do UFC fazendo sua reestreia contra o estadunidense Tommy Hayden em 21 de Janeiro de 2012 no UFC on FX: Guillard vs. Miller. Morango venceu por finalização no primeiro round.
Fabrício enfrentou Melvin Guillard em 7 de Julho de 2012 no UFC 148 e perdeu por decisão unânime.
Camões agora é esperado para enfrentar o veterano Jim Miller em 28 de Dezembro de 2013 no UFC 168 em Las Vegas, Nevada. .
Morango enfrentaria o ex-desafiante ao título Gray Maynard em 2 de Agosto de 2014 no UFC 176. No entanto, devido a uma lesão de José Aldo que faria o evento principal, o evento foi cancelado e a luta remarcada para 16 de Agosto de 2014 no UFC Fight Night: Bader vs. St. Preux. No entanto, devido a uma lesão de Abel Trujillo, Maynard foi movido para uma luta contra Ross Pearson, e Morango foi retirado do card.
Morango era esperado para enfrentar Josh Shockley em 25 de Outubro de 2014 no UFC 179. No entanto, uma lesão o fez ser substituído por Tony Martin. Fabrício mais uma vez foi derrotado, dessa vez por finalização no primeiro round, sendo essa sua terceira derrota seguida.
Com a sequência de três derrotas seguidas, Morango foi demitido do UFC em 30/12/2014.

## Cartel no MMA
| Cartel no MMA   |             |            |
| 24 lutas        | 14 vitórias | 9 derrotas |
| Por nocaute     | 4           | 2          |
| Por finalização | 7           | 5          |
| Por decisão     | 3           | 2          |
| Empates         | 1           | 1          |

| Res.    | Cartel | Oponente               | Método                                    | Evento                                        | Data       | Round | Tempo | Local                            | Notas           |
| ------- | ------ | ---------------------- | ----------------------------------------- | --------------------------------------------- | ---------- | ----- | ----- | -------------------------------- | --------------- |
| Derrota | 14-9-1 | Anthony Rocco Martin   | Finalização (kimura)                      | UFC 179: Aldo vs. Mendes II                   | 25/10/2014 | 1     | 4:16  | Rio de Janeiro                   |                 |
| Derrota | 14-8-1 | Jim Miller             | Finalização (chave de braço)              | UFC 168: Weidman vs. Silva II                 | 28/12/2013 | 1     | 3:42  | Las Vegas, Nevada                |                 |
| Derrota | 14-7-1 | Melvin Guillard        | Decisão (unânime)                         | UFC 148: Silva vs. Sonnen                     | 07/07/2012 | 3     | 5:00  | Las Vegas, Nevada                |                 |
| Vitória | 14-6-1 | Tommy Hayden           | Finalização (mata leão)                   | UFC on FX: Guillard vs. Miller                | 20/01/2012 | 1     | 4:03  | Nashville, Tennessee             | Retorno ao UFC  |
| Vitória | 13-6-1 | Efrain Escudero        | Decisão (unânime)                         | TPF 9: The Contenders                         | 06/05/2011 | 3     | 5:00  | Lemoore, California              |                 |
| Vitória | 12-6-1 | Steve Lopez            | Nocaute Técnico (chute na cabeça e socos) | TPF8: All or Nothing                          | 18/02/2011 | 1     | 0:23  | Lemoore, California              |                 |
| Derrota | 11-6-1 | Kurt Pellegrino        | Finalização (mata leão)                   | UFC 111: St. Pierre vs. Hardy                 | 27/03/2010 | 2     | 4:20  | Newark, New Jersey               |                 |
| Empate  | 11-5-1 | Caol Uno               | Empate (majoritário)                      | UFC 106: Ortiz vs. Griffin II                 | 21/11/2009 | 3     | 5:00  | Las Vegas, Nevada                | Estreia no UFC; |
| Vitória | 11-5   | Torrence Taylor        | Finalização (mata leão)                   | Strikeforce Challengers: Evangelista vs. Aina | 15/05/2009 | 1     | 3:21  | Fresno, California               |                 |
| Vitória | 10-5   | Sam Morgan             | Finalização (mata leão)                   | ShoXC: Hamman vs. Suganuma II                 | 15/08/2008 | 1     | 0:47  | Friant, California               |                 |
| Vitória | 9-5    | Joe Camacho            | Nocaute Técnico (socos)                   | ShoXC: Elite Challenger Series                | 05/04/2008 | 1     | 3:20  | Friant, California               |                 |
| Vitória | 8-5    | Jean Silva             | Finalização (chave de braço)              | Super Challenge 1                             | 07/10/2006 | 1     | N/A   | Barueri, São Paulo               |                 |
| Vitória | 7-5    | Luciano Azevedo        | Decisão (unânime)                         | Super Challenge 1                             | 07/10/2006 | 2     | 5:00  | Barueri, São Paulo               |                 |
| Vitória | 6-5    | Mauro Chimento Jr.     | Finalização (guilhotina)                  | SC1 - Super Challenge 1                       | 07/10/2006 | 1     | 2:00  | Barueri, São Paulo               |                 |
| Vitória | 5-5    | Epitacio Silva         | Finalização (gogoplata)                   | Iron Fight 2                                  | 02/09/2006 | 1     | N/A   | Rio de Janeiro                   |                 |
| Derrota | 4-5    | Luiz Dutra Jr.         | Decisão (unânime)                         | Gold Fighters Championship                    | 20/05/2006 | 3     | 5:00  | Rio de Janeiro                   |                 |
| Derrota | 4-4    | Gleison Tibau          | Decisão (unânime)                         | Mecca World Vale Tudo 12                      | 09/07/2005 | 1     | 2:15  | Teresópolis, Rio de Janeiro      |                 |
| Vitória | 4-3    | Vitelmo Kubis Bandeira | Decisão (unânime)                         | Storm Samurai 6                               | 19/05/2005 | 3     | 5:00  | Curitiba, Paraná                 |                 |
| Derrota | 3-3    | Luiz Dutra Jr.         | Finalização (lesão na perna)              | Mecca World Vale Tudo 10                      | 20/12/2003 | 1     | 1:50  | Curitiba, Paraná                 |                 |
| Vitória | 3-2    | Marcello Rodrigues     | Finalização (smother choke)               | Sul Combat 1                                  | 29/11/2003 | 1     | N/A   | São Leopoldo, Rio Grande do Sul  |                 |
| Vitória | 2-2    | Wagner Tulio           | Nocaute técnico (socos)                   | Mecca World Vale Tudo 8                       | 16/05/2003 | 1     | 1:40  | Curitiba, Paraná                 |                 |
| Derrota | 1-2    | Luiz Azeredo           | Nocaute Técnico (desistência)             | Mecca World Vale Tudo 3                       | 14/11/2000 | 2     | 1:36  | Curitiba, Paraná                 |                 |
| Derrota | 1-1    | Anderson Silva         | Nocaute Técnico (desistência)             | Brazilian Freestyle Circuit                   | 25/06/1997 | 1     | 25:14 | Campo Grande, Mato Grosso do Sul |                 |
| Vitória | 1-0    | Eliezer Silvestre      | Nocaute Técnico (socos)                   | Brazilian Freestyle Circuit 1                 | 25/06/1997 | 1     | 4:55  | Campo Grande, Mato Grosso do Sul |                 |